# Alfred Cobban
Alfred Cobban (1901-1968) fue un historiador británico, con importantes trabajos sobre la Revolución francesa. Fue profesor en la Universidad de Londres.
Se ha considerado que fue el iniciador de una perspectiva revisionista de la Revolución, en la que negaba el carácter burgués de esta. Fue autor de obras como Edmund Burke and the Revolt against the 18th Century (Allen and Unwin, 1929), Rousseau and the Modern State (Allen and Unwin, 1934), Dictatorship: Its History and Theory (Charles Scribner's Sons, 1939), National Self-Determination (University of Chicago Press, 1948), Ambassadors and Secret Agents. The Diplomacy of The First Earl of Malmesbury at The Hague (Jonathan Cape, 1954), In Search of Humanity (Braziller, 1960) o The Social Interpretation of the French Revolution (Cambridge University Press, 1964), entre otras.